# Festival RTP da Canção 2006
O XLI Festival RTP da Canção 2006 foi o quadragésimo primeiro Festival RTP da Canção e teve lugar no dia 10 de Março de 2006 no Centro de Congressos de Lisboa.
Os apresentadores foram Isabel Angelino e Jorge Gabriel. 
Os convidados especiais foram Daniel Oliveira, Helena Coelho, Helena Ramos e Eládio Clímaco.

## Festival
Após cinco anos ausente, o Festival RTP da Canção regressou em 2006, em moldes mais contemporâneos no que diz respeito à cenografia, com uso de leds no palco. Um Festival da Canção com uma imagem moderna e diferente, não só no seu visual, como também no formato.
Esta edição teve lugar no dia 10 de março, no Centro de Congressos de Lisboa, na Junqueira, em Lisboa, com a apresentação a cargo  dos apresentadores:Isabel Angelino e Jorge Gabriel. Os convidados especiais foram Helena Coelho, Daniel Oliveira, Helena Ramos e Eládio Clímaco.
A RTP convidou os seguintes cinco produtores a apresentarem duas canções cada: Renato Júnior, Luís Oliveira, Elvis Veiguinha, José Marinho e Ramón Galarza.
A escolha da canção vencedora foi da responsabilidade do júri de sala e do televoto na proporção de 50/50. O júri de sala foi composto por Fátima Lopes (estilista), Simone de Oliveira (cantora), Filipe La Féria (encenador), Tozé Brito (autor e compositor) e João Gobern (critico). Em caso de empate a decisão que prevaleceria seria a do júri de sala, como de facto veio a acontecer.
O júri de sala atribuiu a vitória ao tema interpretado pelas Nonstop e o segundo lugar à canção defendida por Vânia Oliveira, enquanto o televoto  fez a escolha inversa, originando um empate.
A canção "Coisas De Nada (Gonna Make You Dance)" da autoria de José Manuel Afonso e Elvis Veiguinha, com produção deste último e interpretação das Nonstop foi consagrada vencedora, apesar da enorme contestação que se fazia sentir na sala. 
| #   | Artista          | Canção                                  | Música (m) / Letra (l)                                                     | Pontuação | Classificação |
| --- | ---------------- | --------------------------------------- | -------------------------------------------------------------------------- | --------- | ------------- |
| 1º  | Bruno Nicolau    | "Um dia direi"                          | Gustavo Teixeira (m & l)                                                   | 8         | 5º            |
| 2º  | Lara Afonso      | "Alma nova"                             | Luís Oliveira (m), António Avelar de Pinho (l)                             | 8         | 5º            |
| 3º  | Madison Lucia    | "Na noite és tu e eu"                   | Douglas Temmo, José Manuel Afonso e Elvis Veiguinha (m), Slu Fernandes (l) | 5         | 10º           |
| 4º  | Mariafolia       | "Bem mais além"                         | José Marinho (m), António Avelar de Pinho (l)                              | 8         | 5º            |
| 5º  | Ricardo Moraes   | "Nunca mais te digo adeus"              | Ricardo Landum (m & l)                                                     | 8         | 5º            |
| 6º  | Vânia Oliveira   | "Sei quem sou (Portugal)"               | Carlos Coincas (m & l), José Liaça (m)                                     | 22        | 2º            |
| 7º  | Natalie Insoandé | "Durmo com pedras na cama"              | Luís Oliveira (m), António Avelar de Pinho (l)                             | 12        | 4º            |
| 8º  | Nonstop          | "Coisas De Nada (Gonna Make You Dance)" | José Manuel Afonso, Elvis Veiguinha (m & l)                                | 22        | 1º            |
| 9º  | Beto             | "O amor é uma fonte"                    | José Marinho (m), José Jorge Letria (l)                                    | 8         | 5º            |
| 10º | Cuca             | "As minhas guitarras"                   | Ramón Galarza (m), Paulo Abreu Lima (l)                                    | 15        | 3º            |